# 村島俊策
村島 俊策（むらしま しゅんさく、1982年1月12日 - ）とは、地方競馬の荒尾競馬場に所属していた元騎手である。熊本県熊本市出身。地方競馬教養センター騎手課程第73期生。

## 来歴
2001年3月31日付けで地方競馬騎手免許を取得。同年4月7日、荒尾競馬第2競走（アラブ系B3条件戦）チュウオーサンゴでレース初騎乗（8頭立て2番人気5着）。同年5月14日、荒尾競馬第2競走（アラブ系B3級条件戦）にてチュウオーサンゴ（8頭立て6番人気）に騎乗し、通算22戦目で初勝利を挙げる。
2006年10月31日、荒尾競馬第8競走の第27回九州ジュニアグランプリでフジヤマロマン（12頭立て2番人気）に騎乗し逃げ切り、重賞初制覇となる。
2007年1月、地方競馬通算100勝達成。10月6日から8日にかけて盛岡競馬場で行われたM&Kジョッキーズカップに出場し、8日に行われた第3戦で優勝した。
2008年8月9日、小倉競馬第11競走のフェニックス賞（2歳オープン）でエンジェルアリスに騎乗し、中央競馬初騎乗（9頭立て7番人気7着）。同年9月10日、荒尾競馬第10競走の第12回霧島賞で7番人気のテイエムジカッドに騎乗し、2番人気テイエムミゴテカと同着優勝した（12頭立て）。同年11月16日、荒尾競馬第6競走の頑張れ荒尾トータリゼータ杯（サラ系C-1組）をスーパーナイナーで優勝（9頭立て4番人気）し、地方競馬通算200勝達成。
2010年8月7日、荒尾競馬第6競走（C-17組一般戦）をサンデイルックで優勝（6頭立て1番人気）し、地方競馬通算300勝達成。
2012年3月30日騎手免許を更新せずそのまま引退となった。
地方通算成績は3744戦365勝・2着417回・3着466回。中央競馬3戦0勝。

## おもな騎乗馬
- フジヤマロマン（2006年九州ジュニアグランプリ）
- テイエムジカッド（2008年9月霧島賞[9]）
- テイエムゲンキボ（2011年九州記念）